# Iren Reppen

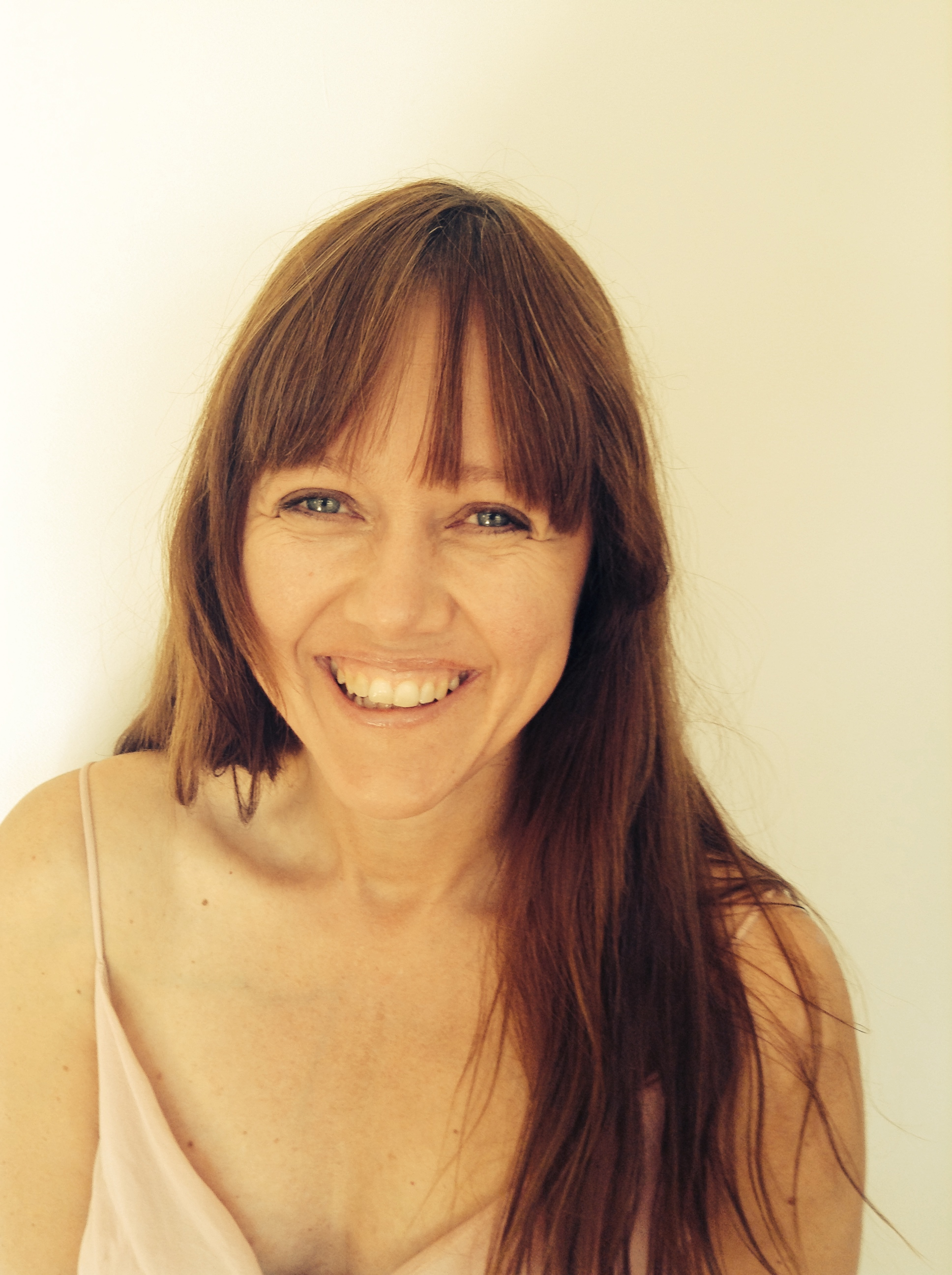
Iren Reppen, 2014

Iren Reppen (* 19. Dezember 1965 in Harstad, Norwegen) ist eine norwegische Schauspielerin, Sängerin und Künstlerin sowie Theaterleiterin.

## Werdegang
Reppen wuchs in ihrer Geburtsstadt Harstad auf. Sie besuchte von 1987 bis 1990 die Statens teaterhøgskole (Staatliche Theaterhochschule) in Oslo. Nach dieser Schauspielausbildung hatte sie 1990 ihr Bühnendebüt in der Rolle als Julia in Shakespeares Romeo und Julia am Trøndelag Teater in Trondheim. Anschließend ging sie zum Norske Teatret, wo sie eine längere Zeit als Theaterschauspielerin wirkte. Iren Reppen war vier Jahre von 2009 bis 2013 die Theaterleiterin des Hålogaland Teater in Troms, Finnmark. Seit April 2013 ist Reppen die künstlerische Leiterin des alljährlichen  Per Gynt-Festival in Vinstra.
Weiterhin hat Iren Reppen für den Zeitraum von 2012 bis 2015 einen Sitz im Norsk kulturråd des Kulturdepartementet.
Reppen spielte als Theaterschauspielerin an verschiedenen Theatern in ganz Norwegen. Sie ist außerdem als Filmschauspielerin in zahlreichen Rollen und bei vielen norwegischen Film- und Fernsehproduktionen tätig. Des Weiteren war sie bei vielen Fernsehserien und Fernsehshows sowie Sendungen als Schauspielerin, Moderatorin und Ansagerin des norwegischen Rundfunks und Fernsehen, wie unter anderem beim NRK, beteiligt.
Ihr Debüt als Schauspielerin im Film hatte sie 1991 in den Drama For dagene er onde als Anne und 1992 in Das Herz des Kriegers als Kari Simonnaes. Weiterhin wirkte sie in der norwegischen Olsenbande Junior-Reihe als Monica von Klem an der Seite von Jan Grønli (Maximillian von Klem) zusammen in der Rolle des betrügerischen Ehepaares in Film Olsenbanden jr. Sølvgruvens hemmelighet mit. Im deutschsprachigen Raum hatte sie bisher ihren bekanntesten Auftritt in der deutschen Filmtragikomödie Der Letzte macht das Licht aus! als Norwegischlehrerin Anne. 2012 trat sie in dem deutsch-norwegischen Spielfilm Gnade als Sofie und in dem Thriller Escape – Vermächtnis der Wikinger als Synnøve auf.

### Es ist schwer, ein Mann zu sein
Die musikalische Show De’ e’ hardt å være mainn (Es ist schwer, ein Mann zu sein) wurde 1994 auf dem Festspillene i Nord-Norge (Festspiel in Nord-Norge) uraufgeführt und wurde zu Reppens bislang größtem Erfolg. In der Show trat sie gemeinsam mit dem Tänzer Jo Strømgren auf. Nach der Premiere gingen sie 1995 zusammen mit dem Riksteatret in Nord-Norge und im Herbst desselben Jahres mit Unterstützung des Norske Teatret auf Tournee. Der Showmaster und Moderator der norwegischen Fernsehshow Åpen post Harald Eia nutzte die Hauptfigur «Kattekvinnen» aus dem Stück in seiner Sendung; auch Reppen trat in seiner Show auf, was ihr zu weiterer Popularität verhalf. In diesen Zusammenhang bekam auch das norwegische Kronprinzenpaar Mette-Marit Tjessem Høiby und Haakon von Norwegen zu seiner Hochzeit am 25. August 2001 im Osloer Dom eine CD des Werks als Geschenk überreicht.
Mit Det er hardt å være 2 kam 2004 ein Nachfolger heraus, der zuerst im Harstad Kulturhus in Reppens Heimatstadt Harstad präsentiert wurde. Bei diesen Aufführungen war wieder ein Tänzer (Lars Jacob Holm) und auch eine Band dabei. Anschließend tourte das Ensemble durch ganz Norwegen unter der Schirmherrschaft des Riksteatret.
Lieder aus dem Stück Det e hardt å være mainn wurden 1996 auf Langspielplatte und CD als Reppens Debüt-Musikalbum veröffentlicht.
Die Texte zu den Liedern hatte Reppen schon 1992 geschrieben. Die Texte drehen sich um Macht, Sex und Liebe, die sie auf ironische Art und Weise in ihren Songs interpretiert.

### Privates
Iren Reppen ist die Schwester des norwegischen Ökonomen und Autors Erik Reppen (* 1967), der den bekannten Finanzthriller «Machosyndromet» (Macho Syndrom) schrieb.
Sie ist mit dem norwegischen Schauspieler Hallvard Holmen (* 1966) verheiratet.

## Diskografie
- 1996: Det e hardt å være mainn (eigener Text, Musik von Svein Gundersen)
- 2000: Nattas prinsesse (Gesangstext von  Nina Valsø, Musik von Frode Fjellheim)
- 2006: Det e hardt å være to (eigener Gesangstext, Musik von Svein Gundersen)

### Beteiligung an weiteren Veröffentlichungen
- De tøffeste gutta (Hörspiel, NRK-Kinderradio)
- «Regine» in Gjengangere von Henrik Ibsen, Radioteatrets arkiv (Radiotheater-Archiv) 1995
- «Bente» in Markus og rappen aus Markus 1 und 2 von Klaus Hagerup (Hörspiel) 1998
- «Signe» in Banevokterens døtre (Hörspiel, NRK-Kinderradio, Dramaturgie von 1998)
- Jobs Bok (Drama nach dem Buch Hiob des Alten Testaments)

## Theater
(Auswahl ihrer wichtigsten Rollen)

### 1990–1992: Trøndelag Teater
- 1990: Julie in "Romeo und Julia"
- 1992: Anne Frank in "Tagebuch der Anne Frank"

### 1992–2007: Det Norske Teatret
- 1992: Adele in "Bernarda Albas Haus" ("Bernarda Albas Hus"), Lorca
- 1993: Irina in "Drei Schwestern" ("Tre Systrer"), Anton Pawlowitsch Tschechow, Regie: Stein Winge
- 1994: Cressida in "Troilus und Cressida" ("Troilus og Cressida"), Shakespeare
- 1994: Lillebror in "Karlsson vom Dach" ("Karlson på taket"), Astrid Lindgren
- 1996: Hedda in "Hedda" von Henrik Ibsen, Regie: Stein Winge
- 1996: Helena in "Ein Mittsommernachtstraum" ("Ein midtsommernattsdrøm"), Regie: Silvio Purkarete
- 2000: Laura Isaksen im Musical ”Bør Børson”
- 2001: Rebekka in Line Knutzons ”Die Zeit wird kommen” (”Snart kjem tida”).
- 2001: Lise im Musical ”Antons wilde Erfahrung” (”Antons villfaring”) von Jan Eggum und Erlend Loe
- 2003: ”Musikal Musical” (Et potpourri mit Musical-Gesang)
- 2003/2004: Maggie im Musical ”Frendelaus”
- 2004: Ingrid in der Dramaturgie von Olav Duuns  "Die Juwikinger" ("Juvikfolke")
- 2005: Anna Petrovna in Tschechows ”Iwanow”
- 2005: Revue: "Was das Volk will" ("Det folk vil ha") von und mit Are Kalvø
- 2006: Kabarett: "Tanze Samba mit mir" ("Danse samba med meg")  von Cornelis Vreeswijk
- 2006: "Verdas mest forelska par" von Rune Belsvik, in zwei verschiedenen Rollen
- 2007: Belise in "Die gelehrten Frauen" ("Lærde damer") von Moliere, Regie: Hilda Helwig
- 2007: "Die arabische Nacht" ("Den arabiske natta") von Roland Schimmelpfennig

### 2009: Hålogaland Teatret
- 2009: Theaterleiter seit dem 1. Januar
- 2009: Regisseur in der Aufführung: «20 Teddy uten filter»

## Filmografie
- 1991: For dagene er onde
- 1991: Stesøsteren i "Seks personer søker en forfatter" (Fernsehserie)
- 1992: Das Herz des Kriegers (Krigerens hjerte)
- 1994: Vestavind (Fernsehserie)
- 1997: Herkules, (Disney-Zeichentrickfilm, Stimme)
- 1998: Åpen post (Fernsehshow)
- 1998/2001: Nini (Fernsehserie)
- 1999: Alle borte (Sendung, als Programmleiter und Moderator)
- 2000–2004: Først & sist (Talkshow)
- 2001: Shrek (Stimme für Prinzessin Fiona)
- 2003: Mødd (Kurzfilm)
- 2004: Shrek 2 (Stimme für Prinzessin Fiona)
- 2005: Elias - Elias kommer til Lunvik (Stimme)
- 2007: Der Letzte macht das Licht aus!
- 2007: Andre omgang
- 2007: Thomas P (Fernsehserie)
- 2007: Olsenbanden Jr. Sølvgruvens hemmelighet
- 2008: Opptur, Regie Ketil Høegh (Kurzfilm)
- 2008–2009: Himmelblå (Fernsehserie)
- 2012: Gnade
- 2012: Escape – Vermächtnis der Wikinger (Flukt)
- 2016: Side om side (Fernsehserie)
- 2018: Paralyzed (Kurzfilm)
- 2019: Thorbjørn (Fernsehserie)
- 2020: Feeden (Miniserie)